# ماريان هيس
ماريان هيس (بالبولندية: Marian Hess)‏ هو نحات بولندي، ولد في 21 نوفمبر 1941، وتوفي في 10 سبتمبر 2010.